# クレヨンしんちゃんDS 嵐を呼ぶ ぬってクレヨ〜ン大作戦!
『クレヨンしんちゃんDS 嵐を呼ぶ ぬってクレヨ〜ン大作戦!』（クレヨンしんちゃんDS あらしをよぶ ぬってクレヨ〜ンだいさくせん!）は、臼井儀人の漫画『クレヨンしんちゃん』を原作とするニンテンドーDS用ソフト。2007年3月21日にバンプレストから発売された。クレヨンしんちゃんのゲーム初のニンテンドーDS用ソフトでもある。前作『クレヨンしんちゃん 伝説を呼ぶ オマケの都ショックガーン!』同様、コスプレアクションバトルであると共に、ニンテンドーDSならではのタッチパネル方式を搭載。脚本は前作に引き続き、同作のアニメ版監督（3代目）であるムトウユージが務めた。

## あらすじ
ある日の晩、ななことの楽しいデートの夢を見ていたしんのすけ。しかし、その夢を謎の組織「 PPP（スリーピィ、ピープル・パッとねて・パラダイス） 」の支部長・ダリーに邪魔されてしまう。ダリーによれば、悪夢を食べることに飽きてしまったぶりぶりざえもんそっくりの獏・タブによってカスカベの人々の夢が食べられてしまったと言う。永遠に夢から覚められなくなってしまうという危機にしんのすけはななことのデートの夢を取り戻すべく、 PPP  と協力して戦うことになる。ちなみに、カスカベの人々の夢の中身は竹取物語や白雪姫などの昔話となっている。

## キャラクター
しんのすけ声 - 矢島晶子
みさえ声 - ならはしみき
ひろし声 - 藤原啓治
ひまわり声 - こおろぎさとみ
シロ声 - 真柴摩利
風間くん声 - 真柴摩利
ネネちゃん声 - 林玉緒
マサオくん声 - 一龍斎貞友
ボーちゃん声 - 佐藤智恵
園長先生声 - 納谷六郎
よしなが先生声 - 高田由美
まつざか先生声 - 富沢美智恵
上尾先生声 - 三石琴乃
大原ななこ（ななこお姉さん）声 - 紗ゆり
ヨシりん声 - 阪口大助
ミッチー声 - 大本眞基子
チータ声 - 大塚智子
ダリー声 - 内海賢二
スリーピィの埼玉支部長。芸術家気取りで自信家だが、ボロを出しやすい。
マネ声 - 生天目仁美
ダリーの部下。ぼんやりした性格だが、仕事はきちんとこなすタイプ。
モネ声 - 福圓美里
ダリーの部下。物事はハッキリ言う性格。
タブ声 - 田中真弓
全身黒ずくめのぶりぶりざえもんそっくりのバク。ダリーのパートナーだったが、悪夢ばかりを食べる仕事に嫌気がさし、スリーピィから逃げ出してカスカベの人々の夢を食べて回るようになる。「ブヒッ」と鳴く。
あかネム
あおネム
みどネム
きネム
ももネム